# Dawson City Airport
Dawson City Airport är en flygplats i Kanada. Den ligger i den västra delen av landet, 4 300 km väster om huvudstaden Ottawa. Dawson City Airport ligger 370 meter över havet.
Terrängen runt Dawson City Airport är huvudsakligen kuperad. Dawson City Airport ligger nere i en dal. Trakten runt Dawson City Airport är nära nog obefolkad, med mindre än två invånare per kvadratkilometer.. Närmaste större samhälle är Dawson City, 15,0 km väster om Dawson City Airport. 